# Federico Pagnoni
Federico Pagnoni (12 de noviembre de 1987) es un deportista italiano que compite en tiro con arco, en la modalidad de arco compuesto. Ganó una medalla en el Campeonato Mundial de Tiro con Arco al Aire Libre de 2017 y cuatro medallas en el Campeonato Europeo de Tiro con Arco al Aire Libre entre los años 2014 y 2024.

## Palmarés internacional
| Campeonato Mundial al Aire Libre | Campeonato Mundial al Aire Libre | Campeonato Mundial al Aire Libre | Campeonato Mundial al Aire Libre |
| Año                              | Lugar                            | Medalla                          | Prueba                           |
| -------------------------------- | -------------------------------- | -------------------------------- | -------------------------------- |
| 2017                             | Ciudad de México (México)        | Medalla de plata                 | Equipo                           |
| Campeonato Europeo al Aire Libre |                                  |                                  |                                  |
| Año                              | Lugar                            | Medalla                          | Prueba                           |
| 2014                             | Echmiadzin (Armenia)             | Medalla de bronce                | Equipo                           |
| 2016                             | Nottingham (Reino Unido)         | Medalla de oro                   | Equipo mixto                     |
| 2018                             | Legnica (Polonia)                | Medalla de bronce                | Individual                       |
| 2024                             | Essen (Alemania)                 | Medalla de oro                   | Equipo                           |